# Charles du Ry
Charles du Ry (auch: Charles Louis du Ry, Charles-Louis Dury; * 26. Februar 1692 in Kassel; † 28. März 1757 ebenda) war ein deutscher Architekt und Hofbaumeister. Wie bereits sein Vater Paul du Ry und später sein Sohn Simon Louis du Ry wirkte er in Kassel zur Zeit der Landgrafen Carl, Friedrich I. und Wilhelm VIII.

## Leben
Charles du Ry entstammte einer Familie französischer hugenottischer Glaubensflüchtlinge, die nach dem Widerruf des Edikts von Nantes durch Ludwig XIV. nach Hessen übersiedelte und von Landgraf Carl aufgenommen wurde. Er war ein Enkel des Pariser Hofarchitekten Mathurin du Ry und Sohn des Kasseler Baumeisters Paul du Ry.
1708 wurde Charles du Ry Schüler am Collegium Carolinum in Kassel und erhielt seine Ausbildung beim Vater. Ab 1714 arbeitete er als Baumeister in Kassel, vor allem im Zusammenhang mit der Anlage der Oberneustadt. 1756 wurde er zum Oberbaumeister ernannt.
Er war verheiratet und der Vater von Simon Louis du Ry, der später als Hofbaumeister einer der führenden Vertreter der Kasseler Architektur im Klassizismus wurde.

### Familienübersicht
- Mathurin du Ry († Paris), Hofarchitekt in Paris
  - Paul du Ry (1640–1714), Baumeister in Kassel
    - Charles du Ry (1692–1757), Hofbaumeister in Kassel
      - Simon Louis du Ry (1726–1799), Hofbaumeister in Kassel, Wegbereiter des Klassizismus

## Werk
Charles du Ry leitete zahlreiche Bauprojekte in Kassel und im Umland, die den Charakter der Oberneustadt entscheidend prägten. Zu seinen Arbeiten gehören:
- Kassel, Lutherische Kirche, Entwurf, Aufriss und Grundriss (1733/1734)[9]
- Kassel, Oberneustadt, Situationsplan mit vorgesehener Anlage für das französische Hospital (1738)[10]
- Katholische Pfarrkirche St. Katharina, Stadtallendorf, 1732–1733[11]
- Katholische Pfarrkirche St. Michael, Schröck, vor 1726
- Universitäts-Reithalle, Marburg, 1731–1732
- Jagdschloss Holzheim, Haunetal, 1732–1735